# Wang Youcai
Wang Youcai (mandarin : 王有才), né le 29 juin 1966 dans la province du Zhejiang, est un dissident actif du mouvement de la démocratie chinoise.

## Biographie
Il fut l'un des étudiants leaders des Événements de la place Tiananmen en 1989. Alors qu'il était un étudiant diplômé de l'université de Pékin, il fut arrêté en 1989 et condamné en 1991 pour « conspiration en vue de renverser le gouvernement chinois ».
Le 25 juin 1998, il organisa, avec des collègues dont Xu Wenli et Qin Yongmin, le Parti démocrate chinois ; parti politique qui fut interdit par le gouvernement chinois. En décembre 1998, le gouvernement chinois le condamna à 11 ans de prison pour subversion. Il fut exilé en 2004, sous les pressions internationales, notamment celle des États-Unis. Il se réfugia dans ce pays.
Wang Youcai fait partie de l'informel Advisory Board du site lanceur d'alerte WikiLeaks.

## Sources
- (en) web.archive.org : Advisory Board de WikiLeaks
- (fr) cybermilitantism.blogspot.com : Annexe 1. Profil des membres du Conseil Consultatif de WikiLeaks.